# Fort 1
Fort 1 was een fort in Wijnegem en het was onderdeel van de onder Henri Alexis Brialmont gebouwde Brialmontgordel. Het werd in 1859 gebouwd en exact honderd jaar later, in 1959, gedynamiteerd voor het rechttrekken van Turnhoutse baan, die tot dan toe langs de zuidkant omheen het fort liep. Sedert 1993 staat op de zuidelijke helft van de fortvlakte het Wijnegem Shopping Center. Het noordelijk deel kreeg een herbestemming als bosgebied.